# Julia Kleiter

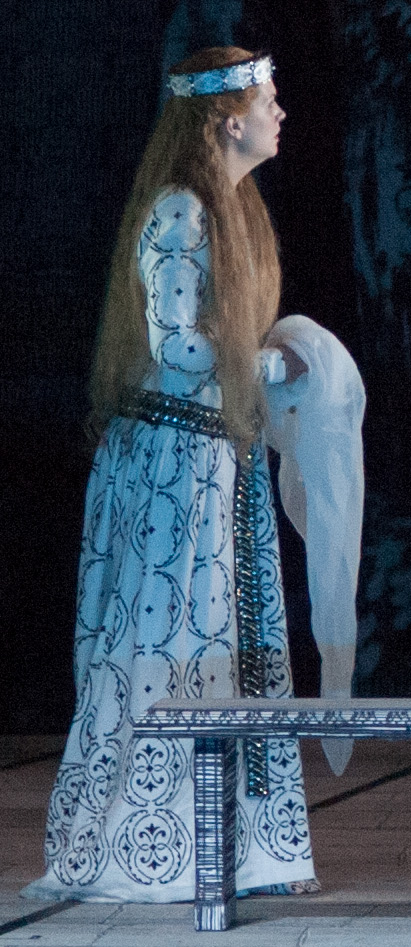
Julia Kleiter als Emma in der Oper Fierrabras bei den Salzburger Festspielen 2014

Julia Kleiter (* 5. Mai 1980 in Limburg an der Lahn) ist eine deutsche Opern- und Konzertsängerin in der Stimmlage Sopran. 

## Leben
Julia Kleiter ist die Tochter des früheren Hockey-Bundestrainers Klaus Kleiter und Nichte des Tenors Christoph Prégardien. Bereits als Kind wurde sie Mitglied des Limburger Domchores. Nachdem sie an der Tilemannschule die Abiturprüfung abgelegt hatte, studierte sie an den Musikhochschulen in Hamburg bei William Workman und in Köln bei Klesie Kelly-Moog.
Bereits in die Ausbildungszeit datiert ihr erstes Engagement als Konzertsängerin durch den russischen Dirigenten Semjon Bytschkow. In diesem Zusammenhang ging sie als Erste Magd in der Oper Daphne von Richard Strauss auf mehrere Konzertreisen. Zudem erfolgte eine CD-Aufnahme. Mit dieser Produktion reiste sie im Jahr 2004 auch nach New York City, Washington, D.C. und den Kanarischen Inseln.
Im Juni 2004 trat Julia Kleiter als Pamina in der Zauberflöte an der Opéra Bastille auf. Ein Jahr später verkörperte sie dieselbe Rolle erneut in Paris, diesmal unter der Stabführung von Marc Minkowski, der sie dafür auch nach Madrid engagierte. Auch als Zauberflöten-Papagena ist sie bekannt, die sie in der gemeinsamen Produktion von Claudio Abbado und Daniele Abbado im Jahr 2005 in Ferrara, Reggio Emilia, Modena und Baden-Baden sang. Im selben Jahr erlebte sie das Publikum von Florenz als Xenia in Boris Godunow am Teatro Comunale, unter der musikalischen Leitung von Semjon Bytschkow.
Dirigent Nikolaus Harnoncourt engagierte sie an das Opernhaus Zürich. Dort sang sie Rollen wie die Serpetta in Mozarts La finta giardiniera, die Pamina in der Premierenproduktion der Zauberflöte und die Sophie im Rosenkavalier unter Franz Welser-Möst.  In der Gemeinschaftsproduktion des Teatro La Fenice in Venedig und der Salzburger Festspiele von Mozarts Oper Lucio Silla sang sie 2006 die Rolle der Celia. Im selben Jahr war sie auch die Susanna in Le nozze di Figaro von Mozart in Verona und die Pamina in der Zauberflöte in Edinburgh, unter der Leitung von Claudio Abbado. Bei den Salzburger Festspielen 2006 war sie auch in einer konzertanten Aufführung von La Betulia liberata in der Felsenreitschule und in einem Konzert der Wiener Hofmusikkapelle unter Riccardo Muti zu hören.
Im Juni 2011 sang sie die Rolle der Susanna in Le nozze di Figaro von Mozart an der Opéra National de Paris. Im selben Monat war sie auch in Berlin an der Deutschen Oper engagiert. Im Juli war sie unter anderem im Programm der Styriarte zu sehen. Im Jahr 2012 war sie erneut in der Rolle der Pamina in der Neuinszenierung von Mozarts Zauberflöte bei den Salzburger Festspielen zu sehen. Zuvor spielte sie bereits die Rolle der Zdenka in Richard Strauss’ Oper Arabella an der Opéra Bastille. Zudem war sie in den Monaten Februar und März als Almirena in Georg Friedrich Händels Werk Rinaldo erstmals in Chicago am dortigen Civic Opera House zu hören.